# Skaber amerykański
Skaber amerykański (Astroscopus guttatus) – gatunek morskiej ryby okoniokształtnej z rodziny skaberowatych (Uranoscopidae).

## Występowanie
Można go zaobserwować w zachodnim Oceanie Atlantyckim, u wybrzeży Stanów Zjednoczonych.

## Budowa
Niezbyt duża ryba, osiągająca do około 60 cm długości, zagrzebująca się w piasku. Poluje na mniejsze stworzenia i ogłusza je ładunkiem elektrycznym o napięciu do 0,5 V. Narządy elektryczne położone są tuż za oczami. Powstały z przekształconego mięśnia ocznego. Inną bronią tej ryby są ostre kolce, wyrastające z płetw i wypełnione jadem.

## Tryb życia
Skabery żyją na dnie, na głębokościach do 36 m. Czatują na ryby i kraby.